# Stružnice
Stružnice är en ort i Tjeckien. Den ligger i den norra delen av landet, 70 km norr om huvudstaden Prag. Stružnice ligger 241 meter över havet och antalet invånare är 856.
Terrängen runt Stružnice är kuperad åt nordväst, men åt sydost är den platt. Stružnice ligger nere i en dal. Runt Stružnice är det ganska glesbefolkat, med 23 invånare per kvadratkilometer. Närmaste större samhälle är Česká Lípa, 6,3 km öster om Stružnice. Omgivningarna runt Stružnice är en mosaik av jordbruksmark och naturlig växtlighet.